# Escudo de armas de Huancayo
El escudo de armas de la ciudad de Huancayo fue otorgado por el Rey Felipe II mediante una Real Cédula, firmada en Barcelona el 18 de marzo de 1564. Fue solicitado por Felipe Guacrapaucar (huanca noble de la región de San Jerónimo), quien viajó a España en 1562. La Corona decidió otorgarlo para la parcialidad de Luringuanca, a la que Guacarapaucar aspiraba a gobernar. Fue adoptado por la municipalidad de Huancayo en 1968. Esto es raro debido a la ausencia de jaguares en las tierras huancas. 
Según el historiador peruano Waldemar Espinoza Soriano este blasón demostraría la existencia de un pacto entre los indígenas huancas y las huestes de Francisco Pizarro. De esa forma, la corona premió la lealtad que mostraron los habitantes de esa zona, actualmente representa a toda la nación huanca y a la alianza histórica hispano-huanca.

## Descripción heráldica
Felipe II autorizó que el campo del escudo estuviera partido en cuatro partes:
- Primer cuadro: En la alta de la mano derecha, se colocó como figura un broquel o adarga en la forma cuadrada, jaquelada de plata y negro. En la parte derecha de esta figura cuadrada se puso un campo colorado, el cual viene haciendo punta en medio. En este campo colorado se pusieron 3 cabezas decapitadas a otros tantos orejones cuzqueños (como se conocían a los nobles incas). Luego, junto a la adarga jaquelada se colocó una porra de color natural, es decir, de madera o de piedra. Todas estas figuras descansando sobre un campo de fondo verde.
- Segundo cuadro: ubicado en la parte alta de la mano izquierda, como figura se puso un castillo de plata sobre un campo rojo; pero el castillo descansando sobre un campo vede.
- Tercer cuadro: ubicado en la parte baja y hacia la mano derecha, como figura se puso el brazo desnudo de un wanka, empuñando un arco y cuatro flechas (armas preferidas en la selva amazónica, no en los Andes), de color natural. Todo, sobre un campo de oro.
- Cuarto cuadro: ubicado en la parte baja y hacia la mano izquierda. Aquí figuran dos jaguares o tigres americanos puestos en alto, o sea, de pie, ambos de color natural y peleando el uno contra el otro. Todo descansando sobre un campo azul.